# アラパホ・システム
アラパホ・システム（英語: Arapaho system）は、アメリカ海軍が開発したコンテナ化航空運用システム。艦載ヘリコプターの運用に必要な設備を全て20フィート・コンテナに収容することで、これらを搭載したコンテナ船をヘリ空母として活用できるようにするシステムである。

## 来歴
冷戦構造下においては、ヨーロッパで東西の武力衝突が発生した際、NATO諸国にアメリカ本土から速やかに増援・補給が行われることが期待されており、大西洋を航行する護送船団の運航、防護について様々な検討が加えられていた。そしてこの検討の過程で、例えば高速輸送に対応したコンテナ船の場合、わざわざ他の船にあわせて船団を組んで速度を落とすよりは、高速力を活かして独航したほうが、生残性に優れる可能性が指摘された。
ただしそうやって独航する場合も、ソビエト連邦軍の潜水艦や爆撃機による攻撃は大きな脅威であることから、ある程度の自衛力はもたせることが望ましかった。この要請に応じ、一般的なコンテナ船に対して、哨戒ヘリコプターの運用能力を簡単に付与できるように開発されたのが本システムである。

## 構成
本システムは、ヘリコプターの運用に必要な設備を全て20フィート・コンテナに収容したものであり、格納庫、乗員待機所やギャレー、燃料庫、弾火薬庫、動力源、修理整備器材、管理事務室などが組み込まれた。艦載ヘリコプターとしてはSH-3 シーキングが想定されたが、これはある程度の機上音響処理能力を備え、自立運用が可能であることが評価されたものと考えられている。
本システムを搭載するさいには、まず軍需物資等を収めたコンテナを船に積み込んだのちに、その最上部に本システムのコンテナを並べて、ヘリコプター甲板や格納庫といった航空艤装を構成する。所要コンテナの数は、搭載機数や船の大きさによって増減させることができるが、ヘリコプター4機分の格納庫と発着スポット2個分のヘリコプター甲板を備えた場合には50～60個が標準とされた。運用要員は80～100名である。基本構成の製造費は約1,100万ドル、各用途に応じたモジュールを追加すると更に300～600万ドルが必要と試算されている。全て標準的なコンテナに収容されており、電源や燃料パイプなどもユニットはめ込み式になっていることから、港では通常のコンテナと同様に荷役することができる。
なお本システムの計画段階では、航空艤装に限らず、曳航ソナーやデコイ発射機、ファランクス 20mmCIWSやシーウルフ個艦防空ミサイル、Mk 32 短魚雷発射管などもコンテナ化の対象として検討されたほか、これらのコンテナ化システムを掃海ヘリコプター母船に拡大することも検討されていた。

## 運用
開発は、1970年代中盤より海軍航空システム・コマンドによって進められており、1978年には洋上試験が行われる予定であったが、予算上の問題から延期された。その後、1982年春にシステムの基本構成要素が完成し、夏には陸上試験が行われ、10月には「エキスポート・リーダー」 (SS Export Leader) に搭載しての洋上試験が開始された。経費節減のため、船の主機は動かされず、民間からチャーターしたタグボート1隻で曳航し、もう1隻のタグボートがエスコートする形態とした。
このテストの際には、SH-3 4機を収容できる構成として、ヘリコプター甲板には19.5×30.5メートルの発着スポットが2ヶ所設定された。船の居住区や補機が使用可能な状態とされたことから、本システムの居住用モジュールは搭載されず、コンテナ数は計59個、重量にして約900トンであった。積載はノーフォーク港の国際商業ターミナルで行われ、12時間以内で完了した。10月5日から7日にかけて洋上発着テストが行われ、SH-3Hが2機、UH-1NとHH-1K、SH-2F、CH-46D/Eが各1機によって、合計178回の発着が行われた。このうち45回は、SH-3HとUH-1Nにより夜間着艦が行われている。また15回はイギリス海軍の交換士官が搭乗したほか、海軍予備役や海兵隊、西ドイツ、オーストラリア、カナダのパイロットも着艦を行なった。
フォークランド紛争の経験を踏まえて、イギリス海軍はもともと本システムに興味を示しており、陸上試験場に視察団を派遣したほか、上記のように、洋上試験の際には交換士官が着艦を経験している。そして「エキスポート・リーダー」での試験が終了すると、1983年4月、同システムはイギリスに送られた。イギリスでは国防省が購入したコンテナ船「アストロノーマー」に艤装され、海軍補助艦隊（RFA）において「リライアント」として再就役した。改造工事は6～7ヶ月におよび、長期の洋上運用に耐えられるよう、支援・補給・糧食・兵器など多数のモジュールが追加された。このため、当初10ヶ月とされていた借用期間は、後に2年に延長された。1984年にはベイルート沖に展開し、撤退するレバノン駐留イギリス軍の収容などの実任務にあたった。その後、借用期限が切れるとシステムは撤去・返却されて「リライアント」は退役したが、同船の運用実績を評価したイギリス海軍は、民間船改造の航空支援艦として「アーガス」を取得した。